# سان خوسيه إيرثكويكس (1974 - 1988)
سان خوزيه إيرث كويكس (بالإنجليزية: San Jose Earthquakes)‏ هو نادي كرة قدم أمريكي تأسس في 11 ديسمبر 1973 ، يقع مقره الرئيسي في سان خوسيه، كاليفورنيا، ويلعب في دوري أمريكا الشمالية لكرة القدم.